# Vilfredo Pareto
Vilfredo Federico Pareto (rođen Wilfried Fritz Pareto; * 15. srpnja 1848. u Parizu, † 19. kolovoza 1923. u Célignyu) bio je talijanski inženjer, ekonomist, polihistor i sociolog. Smatra se predstavnikom Lausanske škole neoklasične teorije narodnog gospodarstva i slovi kao suosnivač Ekonomije blagostanja.
Paretovo pravilo, Paretova raspodjela i Paretova učinkovitost su nazvane po njemu. 
Nakon toga se okrenuo sociologiji, te je radio na temama ideološke kritike, brze promjene političkog sustava (revolucija), evolucija) i Eliti ciklus.

## Život
Pareto je rođen 1848. u Parizu, kao Wilfried Fritz Pareto. Roditelji su mu bili Marquis Raffaele Pareto, pripadnik genovske trgovačke obitelji. Njegovo ime Wilfried Fritz je dobio zbog odnosa prema revoluciji 1848. u Njemačkoj. Paretova obitelj se odselila natrag u sjevernu Italiju 1858.
Godine 1870. Pareto je stekao diplomu inženjera. 1889. godine vjenčao se Ruskinjom Alexandrom Bakunjin.
Imenovan je predsjedateljem ekonomije na sveučilištu u Lausanneu 1893., gdje je postao suosnivač Ekonomije blagostanja. 
Godine 1896. Pareto otkrio je da raspodjela prihoda ne slijedi po Normalnoj raspodjeli, i prepoznao da je uglavnom nakrivljena. Prema njemu je dobila naziv Pareto raspodjela.
Od 1898. Pareto se okrenuo području sociologije. Godine 1901. se preselio u Céligny, Ženevsko jezero. Tamo je umro 19. kolovoza 1923.